# تپه قلاع کتی
سه تپه قلاع کتی درشهرستان فریدون کنار، دهستان باریک رود، یکی در شمال شرقی روستای سوته یکی در شمال و دیگری در شمال غربی(قلعه کش) واقع شده و این اثر در تاریخ ۷ اسفند ۱۳۸۶ با شمارهٔ ثبت ۲۱۵۶۹ به‌عنوان یکی از آثار ملی ایران به ثبت رسیده است.